# Râul Muncel, Someș
Râul Muncel este un curs de apă, afluent al râului Someș.Piriul Lelesti este un afluent  al raului Muncel  

## Hărți
- Harta județului Cluj